# Лонгпорт (Нью-Джерсі)
Лонгпорт (англ. Longport) — місто (англ. borough) в США, в окрузі Атлантик штату Нью-Джерсі. Населення — 893 особи (2020).

## Географія
Лонгпорт розташований за координатами 39°18′39″ пн. ш. 74°31′34″ зх. д. / 39.31083° пн. ш. 74.52611° зх. д. (39.310774, -74.526243).  За даними Бюро перепису населення США в 2010 році місто мало площу 4,04 км², з яких 1,00 км² — суходіл та 3,04 км² — водойми.

### Клімат
| Клімат : Лонгпорт       | Клімат : Лонгпорт | Клімат : Лонгпорт | Клімат : Лонгпорт | Клімат : Лонгпорт | Клімат : Лонгпорт | Клімат : Лонгпорт | Клімат : Лонгпорт | Клімат : Лонгпорт | Клімат : Лонгпорт | Клімат : Лонгпорт | Клімат : Лонгпорт | Клімат : Лонгпорт | Клімат : Лонгпорт |
| Показник                | Січ.              | Лют.              | Бер.              | Квіт.             | Трав.             | Черв.             | Лип.              | Серп.             | Вер.              | Жовт.             | Лист.             | Груд.             | Рік               |
| Середній максимум, °C   | 5,2               | 6,4               | 10,1              | 15,4              | 20,5              | 25,4              | 28,1              | 27,4              | 24,4              | 18,6              | 13,3              | 7,9               | 16,9              |
| Середня температура, °C | 0,9               | 2,1               | 5,6               | 10,8              | 15,9              | 21,2              | 24,1              | 23,4              | 20,1              | 14,1              | 8,9               | 3,7               | 12,6              |
| Середній мінімум, °C    | −3,3              | −2,2              | 1,1               | 6,2               | 11,4              | 16,8              | 19,9              | 19,3              | 15,7              | 9,5               | 4,4               | −0,6              | 8,2               |
| Норма опадів, мм        | 83                | 73                | 107               | 92                | 83                | 76                | 88                | 106               | 79                | 92                | 86                | 98                | 1065              |
| Вологість повітря, %    | 68.1              | 66.7              | 63.5              | 63.9              | 68.6              | 72.4              | 72.6              | 74.8              | 72.9              | 71.6              | 69.8              | 68.4              | 69.5              |
| ----------------------- | ----------------- | ----------------- | ----------------- | ----------------- | ----------------- | ----------------- | ----------------- | ----------------- | ----------------- | ----------------- | ----------------- | ----------------- | ----------------- |
| Джерело: PRISM          |                   |                   |                   |                   |                   |                   |                   |                   |                   |                   |                   |                   |                   |

## Демографія
Згідно з переписом 2010 року, у селищі мешкало 895 осіб у 470 домогосподарствах у складі 252 родин. Було 1656 помешкань
Расовий склад населення:
| - 98,9 % — білих - 0,4 % — азіатів - 0,3 % — чорних або афроамериканців - 0,1 % — корінних американців |

До двох чи більше рас належало 0,1 %. Частка іспаномовних становила 1,1 % від усіх жителів.
За віковим діапазоном населення розподілялося таким чином: 11,6 % — особи молодші 18 років, 50,7 % — особи у віці 18—64 років, 37,7 % — особи у віці 65 років та старші. Медіана віку мешканця становила 58,2 року. На 100 осіб жіночої статі у селищі припадало 95,4 чоловіків;  на 100 жінок у віці від 18 років та старших — 88,3 чоловіків також старших 18 років.
Середній дохід на одне домашнє господарство  становив 145 851 долар США (медіана — 86 484), а середній дохід на одну сім'ю — 196 508 доларів (медіана — 136 875). Медіана доходів становила 140 417 доларів для чоловіків та 58 125 доларів для жінок. За межею бідності перебувало 3,4 % осіб, у тому числі 0,0 % дітей у віці до 18 років та 1,5 % осіб у віці 65 років та старших.
Цивільне працевлаштоване населення становило 396 осіб. Основні галузі зайнятості: освіта, охорона здоров'я та соціальна допомога — 28,0 %, науковці, спеціалісти, менеджери — 23,7 %, публічна адміністрація — 9,3 %, фінанси, страхування та нерухомість — 8,1 %.